# Curacaví
Curacaví is een gemeente in de Chileense provincie Melipilla in de regio Región Metropolitana. Curacaví telde 32.579 inwoners in 2017 en heeft een oppervlakte van 693 km².
- Virtual International Authority File: 1644152821996301040001